# Siméon Aucouturier
Pour les articles homonymes, voir Aucouturier.
Siméon Aucouturier, né le 23 décembre 1835 à Boussac (Creuse), où il est mort le 1er janvier 1902, est un homme politique français.

## Biographie
Maître d'hôtel à Boussac, il est conseiller municipal en 1870, puis maire et conseiller général. Il est député de la Creuse de 1898 à 1902, inscrit au groupe radical-socialiste.